# Potma (stacja kolejowa)
Potma (ros. Потьма, moksza Потма) – stacja kolejowa w miejscowości Potma, w rejonie zubowopolańskim, w Mordowii, w Rosji. Położona jest na linii Moskwa – Riazań – Samara.